# Polycaena chauchowensis
Polycaena chauchowensis is een vlindersoort uit de familie van de prachtvlinders (Riodinidae), onderfamilie Nemeobiinae.
Polycaena chauchowensis werd in 1923 beschreven door Mell.